# Liberia (tổng)
Liberia là một tổng trong tỉnh Guanacaste, Costa Rica. Tổng này có diện tích 1436,47 km², dân số năm 2008 là 55921 người..